# Robert Stadlober
Robert Stadlober (3 de agosto de 1982 (42 años) es un actor y músico austriaco.
Robert Stadlober (a veces escrito como Stadtlober) nació en 1982, en la provincia austriaca de Estiria y creció en Puchfeld en el Steiermark (Austria) y en Berlín (Alemania). De niño trabajó como artista para grabaciones de voz, de varias películas y actuó en diferentes producciones de televisión y películas de cine también. Su mayor éxito fue desempeñando el papel principal como Benjamin Lebert, un adolescente discapacitado parcialmente en una escuela, en la película "Crazy" (2000). Recientemente, protagonizó Sommersturm (Tormenta de verano) (2004), un gay procedente de la edad historia fija en un campamento de verano en remo. La revista gay The Advocate ha afirmado que es bisexual, aunque Stadtlober rechaza ser etiquetado así. Aunque el afirma haber tenido relaciones sexuales con hombres y no ve nada malo ser gay, actualmente se encuentra en una relación con una mujer, que comenzó poco antes de la filmación de Tormenta de verano. 
Fue galardonado con el premio al "Mejor actor joven" premio en el Festival Internacional de Cine de Montreal en 2004 por su retrato en la tormenta de verano. 
También es cantante y músico. Solía estar en la banda de rock con Gary David Invierno y Rasmus Englerwhere él era el cantante y el guitarra desempeñado. Él es ahora un tercio de banda de Indie Escorial Gruen. 
Además, también corre el sello discográfico independiente Siluh registros. 
Para el 2008, hizo cuatro películas más, junto con Tom Schilling: Crazy (2000), Verschwende Deine Jugend (2003), Schwarze Schafe (2006) y Krabat (2008), dirigida por Marco Kreuzpaintner.

## Filmografía
| Año       | Título                                           | Rol                                | Notas |
| --------- | ------------------------------------------------ | ---------------------------------- | --- |
| 1995      | Ausweglos                                        | Kristof Heincke                    | filme de TV |
| 1996      | Alarm für Cobra 11 - Die Autobahnpolizei         | Matthias                           | TV series (estación 1, episodio 9: Endstation für alle)                                                         |
| 1996      | Bibi Blocksberg                                  | Micky (voz)                        | TV series (estación 1, episodio 3: Bibi Blocksberg als Babysitter)                                              |
| 1996      | Nach uns die Sintflut                            | Benjamin Rittberg                  | TV movie |
| 1996      | Hallo, Onkel Doc!                                | Micky Möller                       | TV series (estación 3, episodio 9: Die Übermacht)                                                               |
| 1997      | Corinna Pabst - Fünf Kinder brauchen eine Mutter | Marco Pabst                        | TV movie |
| 1997      | Mama ist unmöglich                               | Tobias                             | TV series (estación 1, episodio 7: Mama ahoi!; episodio 11: Alles aus Liebe; episodio 13: (K)ein Fall für Mama) |
| 1998      | Der letzte Zeuge                                 | Felix Deven                        | TV series (estación 1, episodio 4: Denn sie wissen, was sie tun)                                                |
| 1998      | Schimanski                                       | Rumpelstilzchen                    | TV series (estación 1, episodio 5: Rattennest)                                                                  |
| 1998      | Kai Rabe gegen die Vatikankiller                 | Junge 1                            | |
| 1998      | Alphateam - Die Lebensretter im OP               | Ronald Köppke                      | TV series (estación 3, episodio 24: Sehnsucht nach Liebe)                                                       |
| 1999      | Polizeiruf 110                                   | Mark                               | TV series (temporada 28, episodio 3: Mörderkind)                                                                |
| 1999      | Operation Phoenix - Jäger zwischen den Welten    | Roman Arendt                       | TV series (temporada 1, episodio 7: Der Erlkönig)                                                               |
| 1999      | Die Todesgrippe von Köln                         | Jan Kessler                        | TV movie |
| 1999      | Sonnenallee                                      | Wuschel                            | |
| 1999      | Die Cleveren                                     | Marcel Nowak                       | TV series (temporada 1, episodio 5: Das Mörderkind)                                                             |
| 1999      | Die Wache                                        | Leo Labowski                       | TV series (temporada 6, episodio 16: Dornröschen)                                                               |
| 2000      | Der Sommer mit Boiler                            | Rol sin nombre                     | TV movie |
| 2000      | Bella Block                                      | Unnamed role                       | TV series (temporada 1, episodio 7: Abschied im Licht)                                                          |
| 2000      | 'Crazy \| 2000                                   | Benjamin Lebert                    | |
| 2000      | Liebst du mich                                   | Paul                               | TV movie |
| 2001      | 180°                                             | Benni                              | |
| 2001      | Enemy at the Gates                               | Spotter                            | |
| 2001      | Heidi                                            | Student                            | |
| 2001      | Engel & Joe                                      | Engel                              | |
| 2002      | Blackberry                                       | Andre                              | |
| 2002      | Verdammt verliebt                                | Sven Maibach                       | TV series (temporada 1, episodio 1: Küss' niemals deinen besten Freund; episodio 2: Frösche und Prinzen)        |
| 2002      | Klaustrophobie                                   | Klaus Kinski                       | Short film |
| 2002      | Noch fünf Stunden                                | Kocke                              | Short film |
| 2002      | Sophiiiie!                                       | Toby                               | |
| 2003      | Play It Loud!                                    | Vince                              | |
| 2003      | The Danube                                       | Bruno                              | |
| 2004      | Felix Ende                                       | Felix Ende                         | |
| 2004      | Summer Storm                                     | Tobi                               | |
| 1999–2005 | Tatort                                           | Unnamed role                       | TV series (episodio 411: Kinder der Gewalt) (1999)                                                              |
| 1999–2005 | Tatort                                           | Freddy Knopf                       | TV series (episodio 416: Licht und Schatten) (1999)                                                             |
| 1999–2005 | Tatort                                           | Erwin Feichtner                    | TV series (episodio 604: Der Teufel vom Berg) (2005)                                                            |
| 2006      | Kronprinz Rudolfs letzte Liebe                   | Emperador Guillermo II de Alemania | TV movie |
| 2006      | Die Frau vom vierten Foto unten rechts           | Ramon                              | Short film |
| 2006      | Black Sheep                                      | Breslin                            | |
| 2006      | Peer Gynt                                        | Peer Gynt                          | TV movie |
| 2007      | Free to Leave                                    | Ferdinand                          | |
| 2008      | Berlin am Meer                                   | Tom                                | |
| 2008      | Krabat                                           | Lyschko                            | También conocido como Krabat and the Legend of the Satanic Mill                                                 |
| 2008      | Love Me Forever                                  | Billy Smith                        | |
| 2009      | Flores negras                                    | Rol sin nombre                     | |
| 2009      | Unter Strom                                      | Cheesie                            | |
| 2009      | Zarte Parasiten                                  | Jakob                              | |
| 2009      | Rahel - Eine preußische Affäre                   | Prince Louis Ferdinand             | TV movie |
| 2009      | Rumpelstilzchen                                  | Rumpelstilzchen                    | TV movie |
| 2010      | Jew Suss: Rise and Fall                          | Lutz                               | |
| 2010      | Der Mann, der über Autos sprang                  | Julian                             | |
| 2010      | Kottan ermittelt: Rien ne va plus                | Alfred Schrammel                   | |
| 2011      | Adams Ende                                       | Adam                               | |
| 2011      | The Way to Live                                  | Mirko                              | |
| 2012      | Say Goodbye to the Story                         | Unnamed role                       | Short film |
| 2012      | Mary of Nazareth                                 | Hircanus                           | TV movie |
| 2012      | Fly Away                                         | Mittwoch                           | |
| 2012      | SOKO 5113                                        | Benno Ortmann                      | TV series (Season 38, Episode 12: Dominiks Bauchgefühl)                                                         |
| 2013      | Steirerblut                                      | Mike                               | TV movie (in production)                                                                                        |
| 2013      | Der Bau                                          | Wachmann                           | (in production)                                                                                                 |
| 2014      | Diplomacy                                        | Lieutenant Bressensdorf            | |
| 2018      | Das Boot (serie)                                 | Hinrich Laudrup                    | Serie de televisión.                                                                                            |

## Voz en off
- Grosse Pause (Recess) - T.J. Detweiler (solo las primeras dos temporadas)
- Das wandelnde Schloss (Howl's Moving Castle (film)) (as Howl)